# Korolivka, Makariv
Korolivka (în ucraineană Королівка) este localitatea de reședință a comunei Korolivka din raionul Makariv, regiunea Kiev, Ucraina.

## Demografie
Componența lingvistică a localității Korolivka
     Ucraineană (99,43%)
     Alte limbi (0,57%)
Conform recensământului din 2001, majoritatea populației localității Korolivka era vorbitoare de ucraineană (99,43%), existând în minoritate și vorbitori de alte limbi.